# Fara Olivana con Sola
Fara Olivana con Sola (lombardul: Fara de Söla) település Olaszországban, Lombardia régióban, Bergamo megyében. Lakosainak száma 1332 fő (2023. január 1.). Fara Olivana con Sola Bariano, Covo, Romano di Lombardia, Isso, Fornovo San Giovanni, Castel Gabbiano és Mozzanica községekkel határos.

## Népesség
A település lakossága az elmúlt években az alábbi módon változott:
| Lakosok száma | 1292 | 1292 | 1332 |
|               | 2017 | 2018 | 2023 |